# PhotoGrid
PhotoGrid 是一款由 朱比特科技（Jupiter Tech）於 2012 年推出的免費圖像編輯應用程式，支援 iOS、Android 作業系統與网络应用程序。初期以「拼貼圖片」為核心功能，後續加入濾鏡、去背、動態貼圖、社群分享等功能，並於近年導入多種 AI 圖片修復技術，包括圖片放大、畫質增強、模糊修復等，擁有廣泛使用者基礎。

## 歷史
PhotoGrid 最早於 2012 年 8 月推出行動應用程式。。2021 年 PhotoGrid 獲選 Apple App Store 當日推薦應用程式，擴大其全球市場影響力。目前支援超過 40 種語言，主要市場為亞洲、美洲與歐洲地區。

## 主要功能
PhotoGrid 提供超過 20,000 種拼貼layout佈局與模板、數千款背景與貼紙，最多可同時編輯 20 張圖片，並支援影片剪輯、動態濾鏡、文字排版等功能。

## 使用平台
PhotoGrid 支援以下平台：
- iOS（App Store）
- Android（Google Play）
- Web（https://www.photogrid.app/zh-tw/）

## 評價與成就
根據官方資料，截至 2025 年，PhotoGrid 全球下載量超過5 億次，總用戶人數突破2,500 萬，在 Apple App Store 取得4.9 顆星的平均評分。

## 外部連結
- PhotoGrid 官方網站